# Hector (moln)

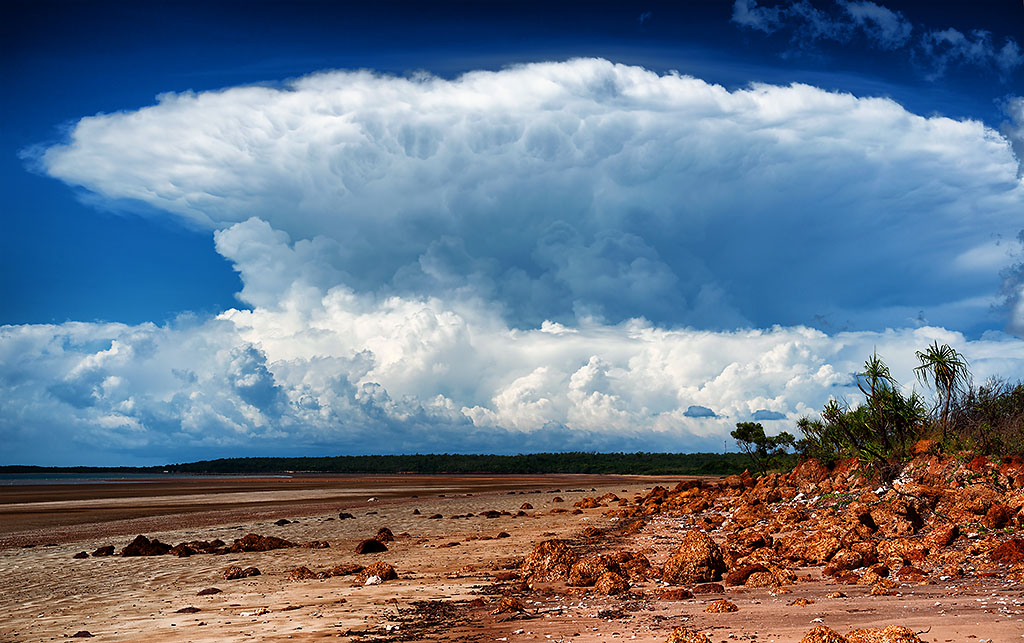
Det återkommande åskmolnet Hector, här i städformation, cumulonimbus incus.

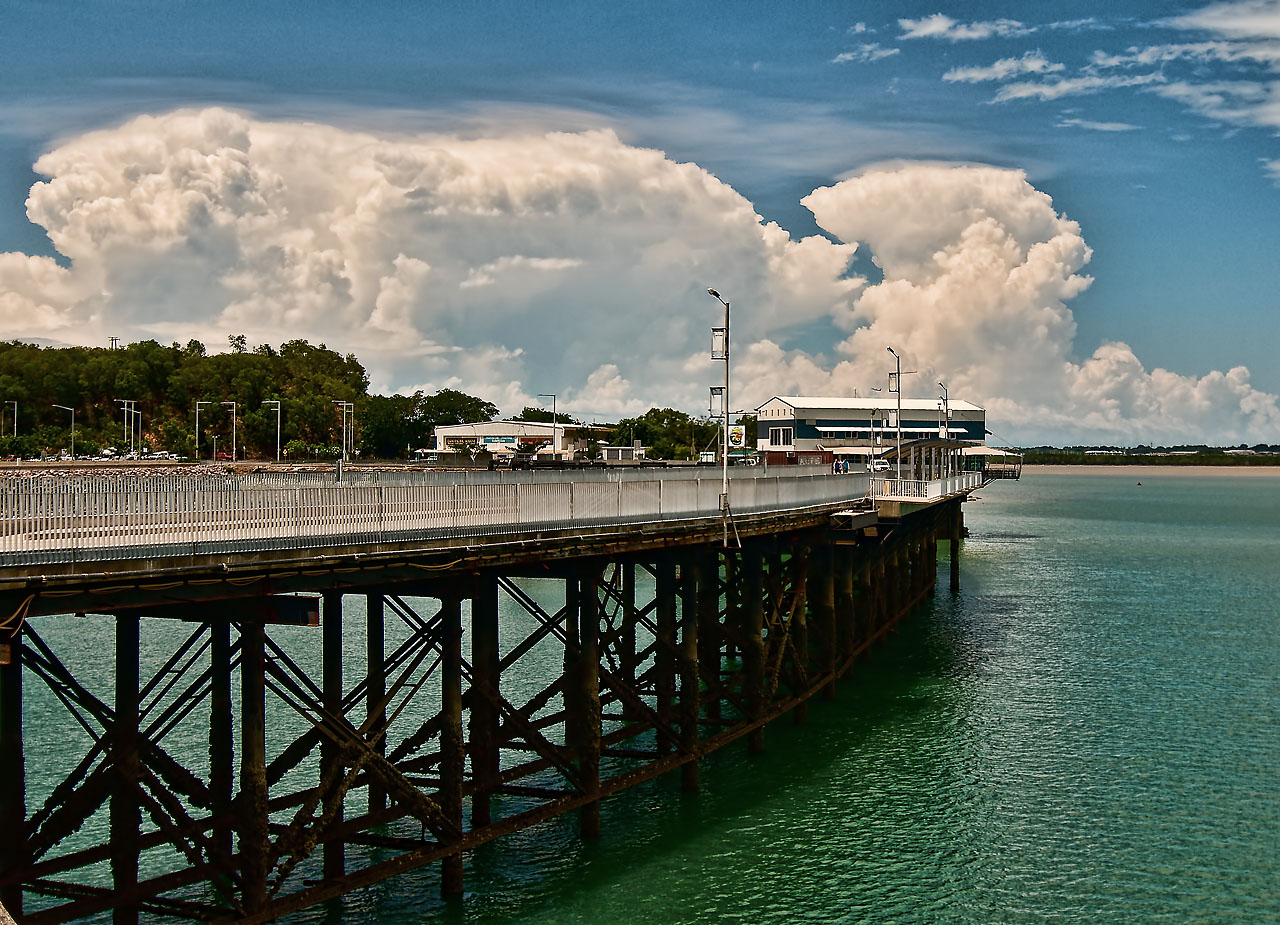
Hector sedd från Darwin, på cirka 80 kilometers avstånd.

Hector är en regelbundet återkommande åskmolnsbildning, cumulonimbus, över Tiwi Islands utanför Northern Territorys kust i Australien.
Nästan dagligen under perioderna november–december och februari–mars uppträder denna bildning av åskmoln, som är bland världens högsta molnformationer och ofta sträcker sig upp till 20 kilometers höjd.
Med den tämligen regelbundna förekomsten av hela åskväderscykler inom ett begränsat område, har dessa Hectormoln blivit föremål för flera meteorologiska studier.